# Вознесеновское сельское поселение (Воронежская область)
Вознесеновское сельское поселение — упразднённое муниципальное образование в Таловском районе Воронежской области.
Административный центр — посёлок Вознесеновка.

## История
Законом Воронежской области от 30 ноября 2015 года № 163-ОЗ, были преобразованы, путём их объединения Вознесеновское, Никольское и Новочигольское сельские поселения — в Новочигольское сельское поселение с административным центром в селе Новая Чигла.

## Административное деление
В состав поселения входили:
- посёлок Вознесеновка,
- посёлок Воскресенский,
- посёлок Георгиевский,
- посёлок Коломенский,
- посёлок Леоновка,
- посёлок Михайловский,
- посёлок Новоникольский,
- посёлок Первомайский,
- посёлок Покровский,
- посёлок Шишлянников.